# Piper tecumense
Piper tecumense är en pepparväxtart som beskrevs av William Trelease. Piper tecumense ingår i släktet Piper och familjen pepparväxter. Inga underarter finns listade i Catalogue of Life.